# Scinax manriquei
A Scinax manriquei a kétéltűek (Amphibia) osztályának békák (Anura) rendjébe és a levelibéka-félék (Hylidae) családjába, azon belül a Hylinae alcsaládba tartozó faj.

## Előfordulása
A faj Kolumbiában és Venezuelában honos. Természetes élőhelye a szubtrópusi vagy trópusi nedves hegyvidéki erdők, kertek, erősen lepusztult erdők, pocsolyák, csatornák és árkok.